# 加來圍城戰 (1558年)
加來圍城戰（英語：Siege of Calais）發生於1558年1月，是1551年至1559年義大利戰爭中的一場戰役。
加來自從1347年百年戰爭以來一直被英格蘭統治，到了1550年代，英格蘭女王瑪麗一世為了支持她的丈夫西班牙國王費利佩二世而加入西班牙對抗法國的戰爭。法國國王亨利二世派出吉斯公爵圍攻加來，最終加來被法軍攻陷，英格蘭也失去在歐洲大陸的最後一塊領地。
英格蘭舉國在聽聞這個噩耗之後相當震驚。據說，瑪麗一世在幾個月後臨終時告訴她的家人：「當我死後，剖開我的心臟時會發現費利佩和加來刻在我心上。」。